# Klauserhof
Klauserhof ist ein Ortsteil der Gemeinde Much im Rhein-Sieg-Kreis.

## Lage
Klauserhof liegt auf den Hängen des Bergischen Landes im westlichen Zipfel von Much. Nachbarorte sind Mohlscheid im Süden und Schlichenbach im Südwesten. Klauserhof ist über die Landesstraße 318 erreichbar.

## Geschichte
Der Hof wurde 1496 erstmals urkundlich erwähnt als Erbe von Wilhelm von Bernsau.
1830 hatte Klauserhof 16 Einwohner.
1901 hatte das Gehöft 14 Einwohner. Hier wohnten der Müller Anton Aldo, Ackerer Heinrich Jansen und Ackerin Witwe Josef Jansen.